# 斯托普福德·W·W·布鲁克
斯托普福德·威廉·温特沃斯·布鲁克（英語：Stopford William Wentworth Brooke，1859年—1938年4月23日）是一位英国政治人物，1906至1910年间担任英国自由党的国会议员。